# Objetos de escritorio

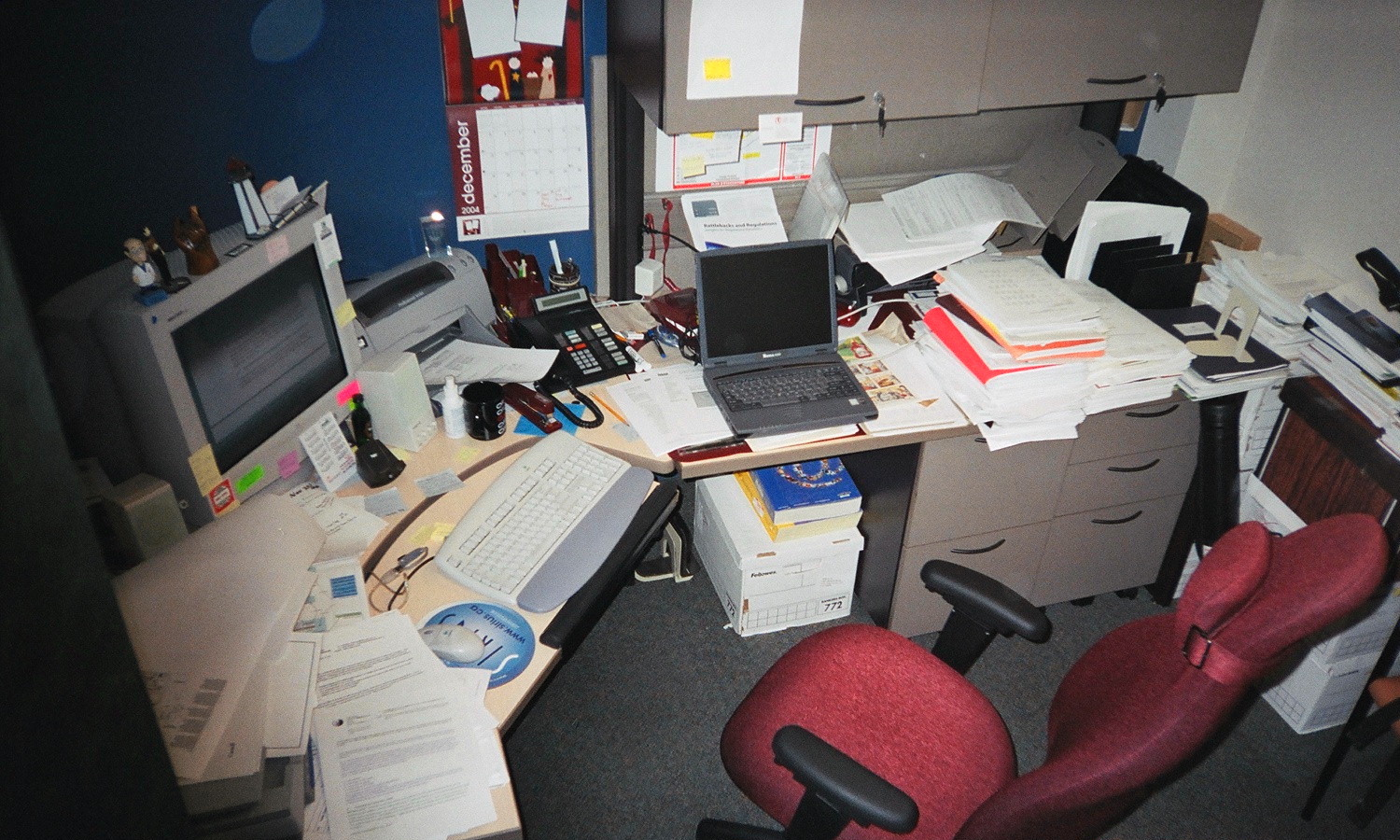
Un típico escritorio en una oficina, con diversos objetos de uso cotidiano.

Los objetos de escritorio incluyen diversos tipos de elementos y útiles que se utilizan en la realización de tareas de oficina. Los mismos comprenden elementos y útiles tales como:
- instrumentos de escritura: para escritura manual tales como, lapiceras, lápices, portaminas, resaltadores, sacapuntas, goma de borrar; o para escritura mecanizada tales como máquina de escribir e impresora;
- elementos donde escribir y/o imprimir: hojas, cuadernos, bloc de notas; agenda, calendario, papel carbón;
- elementos para ordenar papeles: clips, ganchitos, broche aprietapapel, regla, perforadora, abrochadora, gomitas, carpetas, archivero;
- otros útiles: abrecartas, tijeras, pegamento, cinta adhesiva.

## Instrumentos de escritura

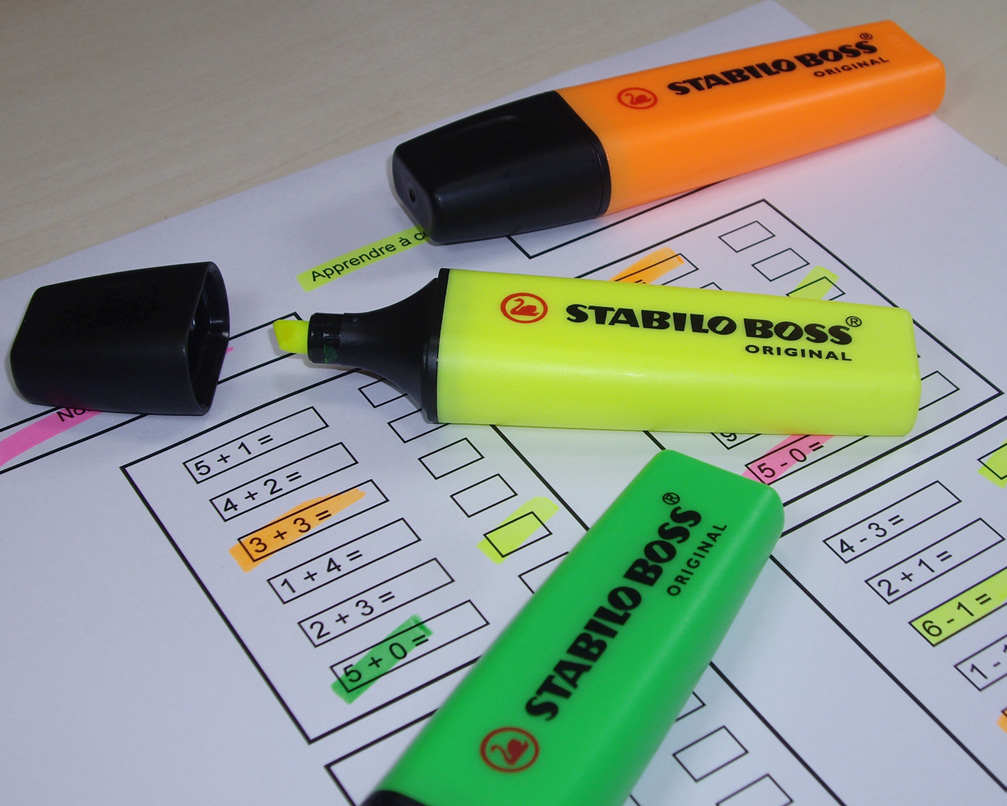
Resaltadores de distintos colores.

El instrumento más antiguo de escritorio, que permite escribir es la pluma de ave con tinta, las plumas de ave fueron el principal instrumento de escritura desde el siglo VI hasta el siglo XIX, de las cuales las mejores estaban hechas con plumas de ganso o de cisne, y posteriormente, plumas de pavos, sin embargo, las plumas comenzaron en declive después de la invención de la pluma de metal, primero patentadas en Estados Unidos en 1810 y posteriormente producidas en masa en 1860. Desde comienzos del 1700 se comienza a utilizar los lápices con minas de grafito, ganando gran aceptación, en las oficinas y comercios. A partir de mediados del siglo XIX las plumas estilográficas que tenían plumín de oro con punta de iridio, partes de goma vulcanizada, y un diseño que garantizaba el libre flujo de la tinta, comenzaron a ser utilizadas en escritorios en todo tipo de oficinas, a partir de 1880 comenzaron a ser fabricadas en masa. Si bien los lápices se continúan utilizando a comienzos del siglo XXI, ha ganado gran aceptación el uso de bolígrafos.
Bolígrafo. Es un instrumento de escritura consistente en una punta, que contiene una bola, generalmente de acero o wolframio, que en contacto con el papel, va dosificando la tinta a medida que se la hace rodar, del mismo modo que un desodorante de bola. El bolígrafo puede ser de trazo fino, mediano o diamante. Es el instrumento de escritura más popular y utilizado del mundo.
Lapicera. Es un dispositivo, normalmente de forma alargada, usado para depositar tinta sobre una superficie con el propósito de escribir sobre ella, usualmente en papel. Existen varios tipos diferentes de estos dispositivos, incluyendo; pluma con mango y plumas estilográficas.
Lápiz. Es un instrumento de escritura. Consiste en una mina o barrita de pigmento (generalmente de grafito y una grasa o arcilla especial, pero puede también ser pigmento coloreado de carbón de leña) y encapsulado generalmente en un cilindro de madera fino, aunque las envolturas de papel y plásticas también se utilizan.
Además de los elementos propiamente de escritura, se suelen utilizar útiles para realizar correcciones en los textos para ello se usan la goma de borrar o el corrector líquido. También se utilizan sacapuntas para afilar la punta de los lápices, aunque desde mediados del siglo XX ha ido ganado gran aceptación el portaminas que es un tipo de lápiz mecánico en el que se puede recargar la mina a medida que se consume.
Adicionalmente a los útiles de escritura a mano, durante gran parte del siglo XIX y XX se utilizó la máquina de escribir; la cual desde fines del siglo XX ha sido reemplazada por las impresoras electrónicas conectadas a computadoras que permiten imprimir textos, figuras y fotografías en color y con excelente calidad.

## Soportes para escribir, tomar notas e imprimir textos y figuras

Distintos formatos de papel.

El material preferido para tomar notas en la oficina y preparar informes es la hoja de papel. El papel es un material constituido por una delgada lámina elaborada a partir de pulpa de celulosa, una pasta de fibras vegetales molidas suspendidas en agua, generalmente blanqueada, y posteriormente secada y endurecida, a la que normalmente se le añaden sustancias como polipropileno o polietileno con el fin de proporcionarle características especiales.
Se puede disponer de hojas de papel sueltas, las que pueden ser adquiridas en paquetes denominados resmas que contienen 500 hojas. Las hojas son comercializadas en diversos tamaños estándar, en la mayoría de países europeos, según la norma UNE (una adaptación de la norma DIN). (International Standard (ISO): A4 (210 × 297 mm),  A3,...), en Estados Unidos y algunos otros países se suele utilizar otro estándar siendo el tamaño más utilizado en las oficinas el denominado "carta" (215.9 mm x 279.4 mm). También se produce papel blanco liso, o con renglones o cuadriculado.
Las hojas de papel pueden estar agrupadas o encuadernadas en su proceso de fabricación formando cuadernos, libretas, anotadores, agendas.

## Elementos para ordenar papeles
Las hojas de papel impresas en forma individual pueden ser contenidas en carpetas, para ello se le realizan en su margen agujerillos utilizando una perforadora para luego insertar las hojas en los ganchos que poseen las carpetas. Las carpetas se guardan en bibliotecas o archiveros.
Para aquellas hojas que se desea mantener juntas formando un cuadernillo se las abrocha utilizando grapas. Si la cantidad de hojas es reducida y se desea mantenerlas juntas de una forma menos permanente se suelen utilizar clips, ganchitos o broche aprietapapel. Para almacenar hojas de notas que se van a descartar rápidamente se puede usar un pinchapapeles, que por ejemplo se usa en restaurantes para guardar las hojas de comandas.

## Útiles diversos
Además existe un conjunto de útiles diversos que permiten procesar correspondencia tal como los abrecartas y archivos de correspondencia; y otros implementos para recortar papeles (tijeras), u adherir elementos o partes de papel (pegamento y cinta adhesiva), o fijarlos en tableros de anuncios  (chinches).

## Empresas proveedoras de objetos de escritorio y para la oficina
En el año 2012, las mayores cadenas de tiendas de suministro de elementos para el escritorio y la oficina en Estados Unidos (ordenadas por su volumen de ventas) eran Staples (US$ 18 000 millones), Office Depot (US$ 12 000 millones), y OfficeMax (US$ 5 000 millones).  Staples es también la mayor cadena de provisión de elementos para la oficina y el escritorio del mundo que es propietaria y operadora de sus propias tiendas, con 2 000 tiendas en 27 países.  El mayor operador de tiendas operadas con franquicia es Office 1 Superstore, con 600 tiendas ubicadas en más de 25 países.
Otras empresas proveedoras de elementos de oficina y escritorio con alcance mundial son: Esselte Leitz,
Herlitz,
Komus,
Lyreco,
Viking Direct,
Maske Gruppen,
Olivetti,
Ryman,
Vasanta Group,
Vigatec.
Adicionalmente, el rápido crecimiento y popularidad del comercio a través de internet, ha sido aprovechado por empresas del siglo XXI que comercializan sus productos para la oficina y el escritorio por dicho canal de venta.
Ejemplos de empresas que comercializan a través de internet son:
Shoplet,
Gorilla Stationers,
Quill Corporation,
Office Depot,
Office 1 Superstore y
Office Max